# Radim Špaček (politik)
Radim Špaček (* 25. prosince 1959) je český politik a biolog, v letech 2010 až 2014 místopředseda a v letech 2018 až 2023 předseda monarchistické strany Koruna Česká, v 90. letech 20. století poslanec České národní rady a Poslanecké sněmovny za Občanskou demokratickou alianci.

## Životopis
Vystudoval v letech 1979–1985 Přírodovědeckou fakultu Univerzity Karlovy v Praze, obor biologie. V letech 1988–1990 se věnoval postgraduálnímu studiu na Filosofické fakultě UK, obor „Základy matematických metod pro hromadné zpracování dat v experimentálním výzkumu“.
Roku 1989 se zapojil do Občanského fóra, od roku 1990 byl za OF radním městské části Praha 6. V roce 1991 se stal členem ODA.
Ve volbách v roce 1992 byl zvolen do České národní rady za ODA (volební obvod Praha). Zasedal ve výboru pro veřejnou správu, regionální rozvoj a životní prostředí. Od vzniku samostatné České republiky v lednu 1993 byla ČNR transformována na Poslaneckou sněmovnu Parlamentu České republiky. V ní setrval do konce funkčního období parlamentu, tedy do voleb v roce 1996. Byl členem stálé komise PS pro reformu veřejné správy.
V letech 1993–1996 byl členem Parlamentního shromáždění Rady Evropy. V letech 1997–1998 působil jako náměstek ministra životního prostředí a v letech 1996–1998 byl předsedou Rady Státního fondu životního prostředí. Od roku 1998 je členem občanského sdružení Archa, od roku 2009 sdružení Kapličky Koruny české a od roku 2012 Spolku Radecký Praha.
V komunálních volbách roku 1994 a komunálních volbách roku 1998 neúspěšně kandidoval do zastupitelstva městské části Praha 6, v roce 1994 za ODA, roku 1998 jako bezpartijní. Z ODA odešel roku 1997. Od roku 1998 působí jako poradce v oblastech monitorování a analýzy legislativy, veřejné správy, regionálního rozvoje, parlamentních procedur, financování projektů, ochrany životního prostředí a přenosu výsledků vědy a výzkumu do praxe.
Mimo politiku zůstal až do roku 2008, kdy se stal členem Koruny České. Na jejím generálním sněmu 27. listopadu 2010 byl zvolen jedním z místopředsedů strany. Z vážných osobních důvodů na tento post rezignoval v březnu 2014.

### Kauza Nadace pro rozvoj regionů a jejích fondů
V roce 2003 se stal externím poradcem Petra Formana, náměstka ministra pro místní rozvoj, od 1. 8. 2004 do 21. 2. 2005 působil jako likvidátor Nadace pro rozvoj regionů. V této funkci upozornil na nehospodárné nakládání s veřejnými financemi a pokusil se zastavit rozkrádání fondů PHARE na Ministerstvu pro místní rozvoj, ale jeho plán zhatily obstrukce tehdejšího ministra Jiřího Paroubka, který šest měsíců odkládal převzetí hromadné akcie společnosti Regionální fondy v hodnotě 144 milionů Kč, určených na podporu podnikání v postižených regionech ČR.
V únoru 2005 rada Nadace pro rozvoj regionů Radima Špačka odvolala z funkce a podala na něj trestní oznámení. V listopadu toho roku byl zatčen a pět týdnů držen ve vazbě. Původní trestní oznámení z roku 2005 policie odložila jako nesmyslné, ale objevila se nová kauza, kterou převzalo pražské Vrchní státní zastupitelství pod vedením Vlastimila Rampuly. Trestní stíhání se táhlo deset let, městský soud dvakrát vynesl osvobozující rozsudek, ale odvolací Vrchní soud v Praze v roce 2013 verdikt v celém rozsahu zrušil, a tak se soudy případem musely zabývat znovu. Nakonec vrchní soud v únoru 2015 pravomocně odsoudil doktora Radima Špačka na čtyři roky vězení a k náhradě patnáctimilionové škody. Podezřelými politickými a trestně-právními souvislostmi celé kauzy se dlouhodobě zabývá nezávislý zpravodajský web HlídacíPes.org. Podle novináře Jana Urbana ze Společnosti na obranu nespravedlivě stíhaných se jednalo o politickou objednávku a skutečných pachatelů se nikdo nedotkl, přičemž předložené a publikované důkazy státní zástupce i soud ignorovali.

### Kandidatura do Senátu v roce 2016
V roce 2016 se Koruna Česká rozhodla nominovat Radima Špačka jako kandidáta pro volby do senátu ve volebním obvodu Kutná Hora, i přes trvající výkon trestu. Koruna Česká tak podle svého prohlášení „vznáší protest proti způsobu, jakým bylo vedeno jeho vyšetřování a soudní proces v případu Nadace pro rozvoj regionů a jejích fondů“. Kandidaturu Radima Špačka podpořila řada osobností veřejného i politického života, např. Hana Marvanová, Oldřich Kužílek, Daniel Korte, Michal Lobkowicz a další.. Přesvědčení o jeho nevině a neoprávněném odsouzení vyjádřila i evropská komisařka pro spravedlnost, ochranu spotřebitelů a otázky rovnosti pohlaví Věra Jourová, která sama v minulosti čelila podobné kauze. Se ziskem 3,17 % hlasů skončil na posledním 6. místě a do druhého kola nepostoupil.
Radim Špaček byl podmínečně propuštěn z výkonu trestu 13. října 2017.
V roce 2018 se angažoval v kauze pomníku maršála Koněva v Praze mezi odpůrci pomníku (kteří označili rozhodnutí radnice Prahy 6 opatřit pomník tabulemi vysvětlujícími kontroverzní etapy Koněvova života za nedostatečné a požadují úplné odstranění pomníku) a účastnil se demonstrace proti odhalení opraveného pomníku pod heslem „Cedule krev nesmyje“. V pořadu Politické spektrum České televize na téma Osud pomníků v ČR uvedl, že u maršála Koněva negativní stránky jednoznačně převažují nad pozitivními, a proto by bylo vhodné jeho pomník nahradit takovým, který by připomínal osvobození Prahy v roce 1945 objektivněji. Tento postoj hájil také v komunálních volbách 2018, kdy společně s dalšími místními politiky postavil v městské části Praha 6 kandidátní listinu pod názvem Občané za odstranění pomníku maršála Koněva; do zastupitelstva se však nedostali.
V komunálních volbách v roce 2022 neúspěšně kandidoval jako člen Koruny České do zastupitelstva Roztok z 5. místa kandidátky subjektu „SAKURA – SDRUŽENÍ NEZÁVISLÝCH KANDIDÁTŮ POD STANEM“ (tj. STAN a nezávislí kandidáti).

### Předseda Koruny České
Na XXVII. generálním sněmu Koruny České dne 24. listopadu 2018 byl Radim Špaček zvolen novým předsedou strany, když v prvním kole volby porazil svého protikandidáta, sochaře Emila Adamce. Ve funkci nahradil Petra Nohela, který se rozhodl předsednické křeslo již neobhajovat.
29. listopadu 2018 Radim Špaček uspořádal a moderoval odborný seminář ke 100. výročí roku 1918 na Akademii věd.
Koncem léta 2019 opět získala pozornost kauza pomníku maršála Koněva. Radim Špaček sepsal 29. srpna 2019 petici za odstranění Koněvova pomníku, která během několika týdnů nasbírala přes 2,4 tisíce podpisů. K potřebě odstranění sochy se vyjádřil v televizních pořadech Politické spektrum a v pořadu Máte slovo, kde opět hájil tezi, že k posouzení oprávněnosti pomníku historické osobnosti je třeba zvážit jestli její pozitivní činy převažují nad negativními, přičemž „jeho konání jak před válkou, tak během války a zejména po válce je naprosto jednoznačným odůvodněním, proč ta socha v Bubenči stát nemá“.
Na XXX. generálním sněmu Koruny České dne 1. dubna 2023 se rozhodl již místo předsedy neobhajovat, novým předsedou se stal Vojtěch Círus.